# 皮德波洛茲賈
48°44′47″N 23°1′12″E / 48.74639°N 23.02000°E
皮德波洛茲賈（烏克蘭語：Підполоззя），是烏克蘭西部的村莊，隸屬外喀爾巴阡州的穆卡切沃區。該村始建於1946年，面積1.52平方公里，海拔高度365米，2001年人口798。